# Byköping
Byköping är en fiktiv stad, belägen någonstans i södra Mellansverige. Den förekommer i Nils-Olof Franzéns böcker om privatdetektiven Agaton Sax.
Storleksmässigt ter sig denna ort inte vara större än en håla, men den har i alla fall en egen tidning – Byköpingsposten (där Agaton Sax är redaktör) – och en polis, Antonsson. I alla böcker förutom den första bor Faster Tilda hos Agaton Sax i Byköping.
Namnet Byköping är antagligen inspirerat av Franzéns barndomsstad Nyköping.